# Edoardo Vergani
Edoardo Vergani (Segrate, 6 febbraio 2001) è un calciatore italiano, attaccante svincolato.

## Caratteristiche tecniche
Punta centrale di peso e con fiuto del gol, è bravo a reggere i contrasti grazie alla sua possenza fisica: tuttavia, riesce anche ad essere rapido e agile sul breve.
Ha dichiarato di ispirarsi a Zlatan Ibrahimović e Karim Benzema.

## Carriera

### Club

#### Gli inizi
Inizia a giocare nella scuola calcio di Carugate, per poi entrare a far parte del settore giovanile del Monza: con i brianzoli, l'attaccante resta fino all'età di tredici anni, quando viene prelevato dall'Inter, con cui trascorre sei stagioni, vincendo anche un campionato Under-17 e una Supercoppa di categoria (nel 2017), un Torneo di Viareggio (nel 2018) e un Campionato Primavera (nella stessa annata).

#### Prestito al Bologna
Il 17 settembre 2020, Vergani viene ceduto in prestito al Bologna. Con i felsinei, gioca in prevalenza come fuoriquota nella formazione Primavera, ma viene spesso aggregato alla prima squadra dall'allenatore Siniša Mihajlović. Esordisce in Serie A (e fra i professionisti) il 5 dicembre dello stesso anno, a 19 anni, entrando al posto di Rodrigo Palacio durante l'incontro con la sua ex squadra, perso per 3-1 a San Siro. Questa rimane anche la sua unica presenza stagionale con la prima squadra rosso-blu.

#### Salernitana
Il 31 agosto 2021, si trasferisce a titolo definitivo alla Salernitana, neopromossa in Serie A. Con i campani, colleziona in tutto sette presenze fra campionato e Coppa Italia, contribuendo al raggiungimento della salvezza all'ultima giornata.

#### Pescara
Il 1º settembre 2022, Vergani viene ceduto a titolo definitivo al Pescara, in Serie C. Il 24 dello stesso mese, segna il suo primo gol fra i professionisti, chiudendo le marcature della partita vinta per 4-0 in casa del Foggia.

#### Südtirol
Il 3 febbraio 2025 passa a titolo definitivo al Südtirol, in Serie B.

### Nazionale
Vergani ha rappresentato tutte le nazionali giovanili italiane dall'Under-15 all'Under-20.
Con la nazionale Under-17, nel 2018 l'attaccante partecipa all'Europeo di categoria in Inghilterra, in cui gli Azzurrini arrivano fino alla finale, giocata contro l'Olanda e persa ai rigori. Termina quindi la manifestazione da capocannoniere, insieme a Yorbe Vertessen, con quattro reti in sei partite.

## Statistiche

### Presenze e reti nei club
Statistiche aggiornate al 14 maggio 2025.
| Stagione        | Squadra         | Campionato      | Campionato | Campionato | Coppe nazionali | Coppe nazionali | Coppe nazionali | Coppe continentali | Coppe continentali | Coppe continentali | Altre coppe | Altre coppe | Altre coppe | Totale | Totale |
| Stagione        | Squadra         | Comp            | Pres       | Reti       | Comp            | Pres            | Reti            | Comp               | Pres               | Reti               | Comp        | Pres        | Reti        | Pres   | Reti   |
| --------------- | --------------- | --------------- | ---------- | ---------- | --------------- | --------------- | --------------- | ------------------ | ------------------ | ------------------ | ----------- | ----------- | ----------- | ------ | ------ |
| 2020-2021       | Bologna         | A               | 1          | 0          | CI              | -               | -               | -                  | -                  | -                  | -           | -           | -           | 1      | 0      |
| 2021-2022       | Salernitana     | A               | 6          | 0          | CI              | 1               | 0               | -                  | -                  | -                  | -           | -           | -           | 7      | 0      |
| 2022-2023       | Pescara         | C               | 28+2       | 6          | CI-C            | 1               | 0               | -                  | -                  | -                  | -           | -           | -           | 31     | 6      |
| 2023-2024       | Pescara         | C               | 12         | 1          | CI-C            | 2               | 1               | -                  | -                  | -                  | -           | -           | -           | 14     | 2      |
| 2024-feb. 2025  | Pescara         | C               | 20         | 1          | CI-C            | 1               | 0               | -                  | -                  | -                  | -           | -           | -           | 21     | 1      |
| Totale Pescara  | Totale Pescara  | Totale Pescara  | 60+2       | 8          |                 | 4               | 1               |                    | -                  | -                  |             | -           | -           | 66     | 9      |
| feb.-giu. 2025  | Südtirol        | B               | 1          | 0          | CI              | 0               | 0               | -                  | -                  | -                  | -           | -           | -           | 1      | 0      |
| Totale carriera | Totale carriera | Totale carriera | 70         | 8          |                 | 5               | 1               |                    | -                  | -                  |             | -           | -           | 75     | 9      |

## Palmarès

### Club
- Torneo di Viareggio: 1

Inter: 2018

### Individuale
- Capocannoniere del Campionato europeo Under-17: 1

2018 (4 gol)